# Lucky Numbers
Lucky Numbers is een Amerikaanse komediefilm uit 2000  met in de hoofdrol John Travolta. De film ontving slechte recensies en maakte verlies in de bioscopen. Travolta won een Razzie voor slechtste acteur voor deze film en Battlefield Earth.

## Plot
Russ Richards probeert uit zijn schulden te komen door vals te spelen in een loterij.

## Rolverdeling
| Acteur           | Personage              |
| ---------------- | ---------------------- |
| John Travolta    | Russ Richards          |
| Lisa Kudrow      | Crystal Latroy         |
| Tim Roth         | Gig                    |
| Ed O'Neill       | Dick Simmons           |
| Michael Rapaport | Dale                   |
| Michael Moore    | Walter                 |
| Bill Pullman     | Detective Pat Lakewood |